# Lotar František ze Schönbornu
Lotar František ze Schönbornu (německy Lothar Franz von Schönborn, 4. října 1655, Steinheim am Main, nyní předměstí Hanau – 30. ledna 1729, Mohuč) byl v letech 1694–1729 mohučský arcibiskup-kurfiřt a v letech 1693–1729 biskup bamberský. Jako arcibiskup mohučský byl také arcikancléřem Svaté říše římské. Lotar František ze Schönbornu je známý tím, že nechal postavit řadu barokních staveb, jako je například zámek Weißenstein (asi 20 km jižně od Bamberku).

## Původ

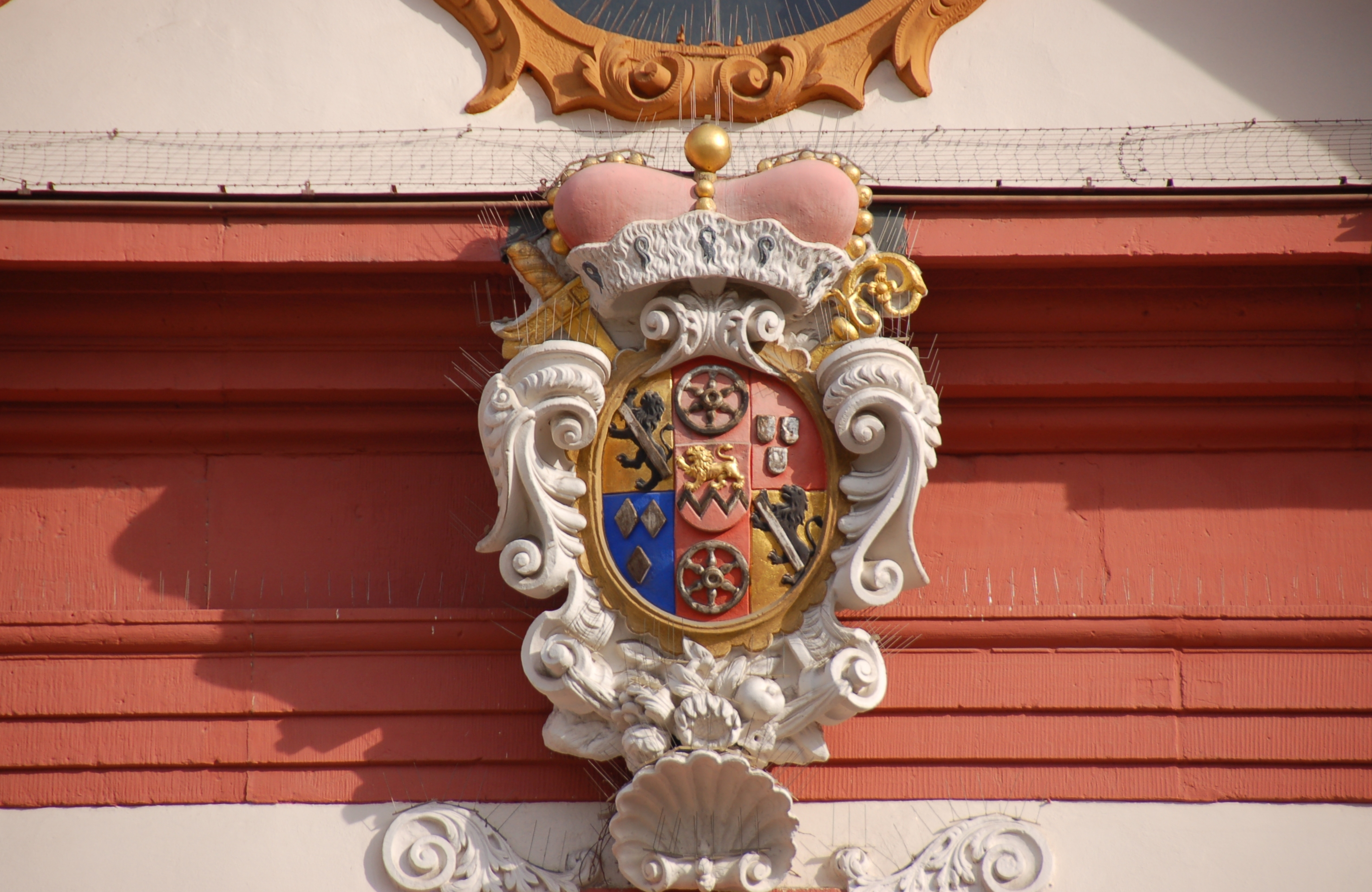
Znak mohučského kurfiřta

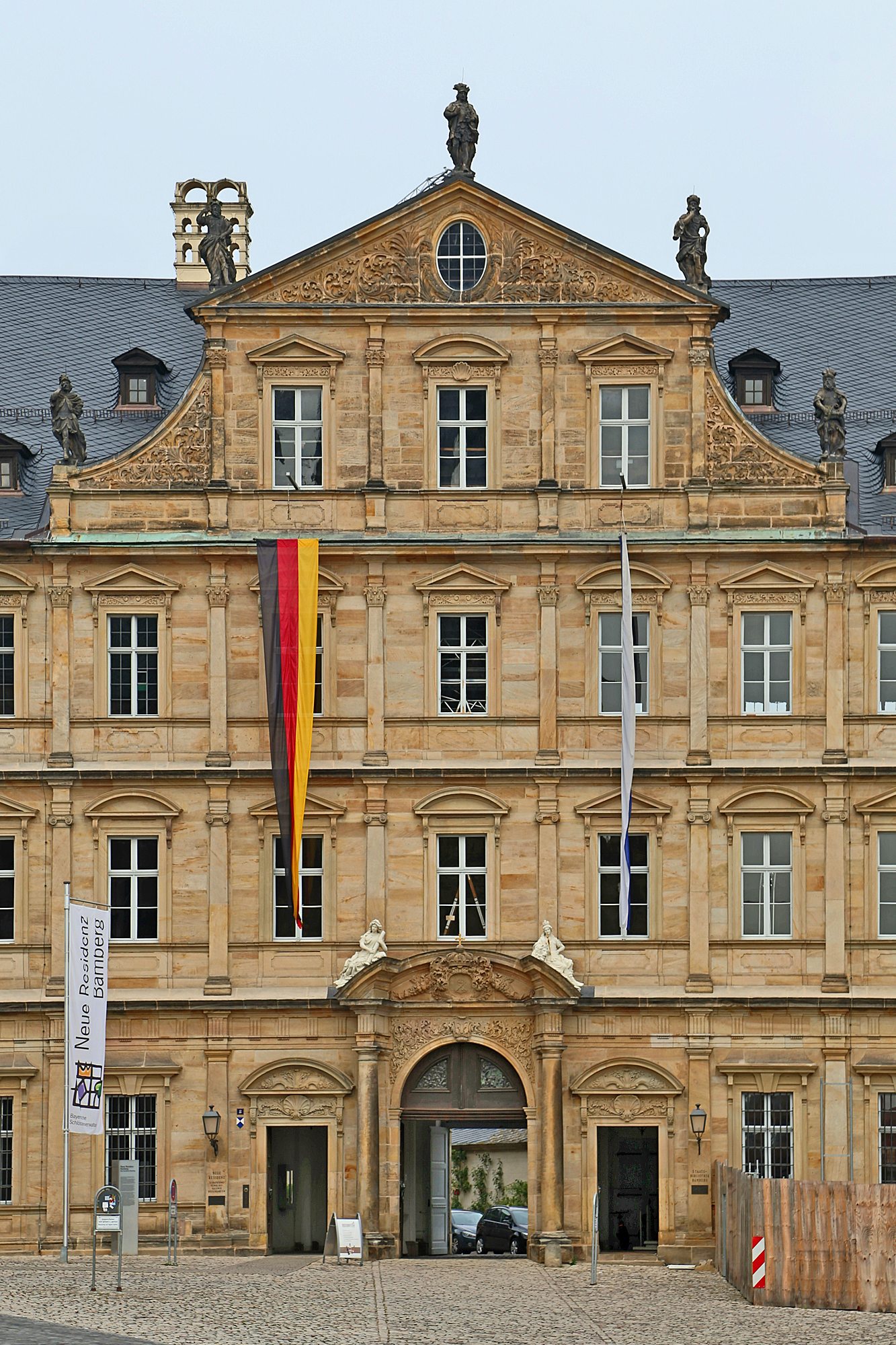
Nová biskupská rezidence v Bamberku

Lotar František se narodil dne 4. října 1655 ve Steinheimu nad Mohanem, dnešním předměstí města Hanau, jako syn hraběte Filipa Ervína ze Schönbornu (1607-1668) a jeho manželky Marie Uršuly z Greiffenclau-Vollraths. Byl synovcem Jana Filipa ze Schönbornu, mohučského arcibiskupa v letech 1647-1673, a prasynovcem Jiřího Fridricha z Greiffenklau, mohučského arcibiskupa v letech 1626-1629. Kromě toho byl strýcem větve Schönborn-Buchheim, která zahrnovala Jana Filipa Františka, Bedřicha Karla, Damiana Huga Filipa a Františka Jiřího.

## Život
Vystudoval jezuitskou kolej v Aschaffenburgu. V roce 1665 byl jmenován kanovníkem würzburské katedrály, 1667 bamberské katedrály. V roce 1674 obdržel prebendu v mohučské katedrále. Jeho biennium (dvouleté období přípravy) proběhlo v letech 1673 až 1675 ve Vídni. V roce 1681 byl jmenován kanovníkem v Bamberku a v roce 1683 ve Würzburgu. Pro bamberského biskupa cestoval v různých diplomatických misích a byl jmenován předsedou dvorské komory. V roce 1689 byl scholastikus (učitel) a kurátor v Bamberku a kanovník v Mohuči. Ještě jako kanovník ovlivnil již po roce 1694 výtvarnou podobu zámku Gaibach ve Volkachu.
V roce 1693 byl Lotar František zvolen biskupem v Bamberku. V září 1694 byl jmenován biskupem koadjutorem Anselm František z Ingelheimu v rivalitě s Františkem Ludvíkem Falcko-Neuburským. Přes protichůdné doporučení císaře vystřídal v roce 1695 Anselma Františka. Za své vlády zvýšil zdanění katedrální kapituly a narušil některá její práva. V roce 1707 se zasloužil o konverzi protestantské královny Alžběty Kristýny Brunšvicko-Wolfenbüttelské ke katolicismu.
V roce 1711 zajistil zvolení arcivévody Karla císařem Svaté říše římské a korunoval ho ve frankfurtské katedrále. Karel Lotara Františka za jeho věrnost odměnil 100 000 zlatých, které biskup použil na zahájení výstavbu zámku Weißenstein v Pommersfeldenu, barokního paláce s největší soukromou uměleckou galerií v Německu. Nechal také postavit novou biskupskou rezidenci v Bamberku (1697-1703) a zámek Favorite v Mohuči (1700-1722).
Karel VI. v roce 1726 mu udělil hrad Palanok s Mukačevem, Čynadijovem a dalšími 200 vesnic v na východě Uherského království (dnes součást Ukrajiny), jedno z největších panství ve východní Evropě, jež v držení rodu zůstalo až do 20. století. Tato územní panství byla do té doby majetkem Františka II. Rákócziho. Kurfiřt Lotar František je dostal za vojenskou pomoc císaři při porážce uherského povstání. Lotar František císaři i poté poskytoval politickou podporu.
Arcibiskup Lotar František ze Schönbornu zemřel 30. ledna 1729 v Mohuči.